# Aleksandra Ivošev
Aleksandra Ivošev, cyr. Александра Ивошев (ur. 17 marca 1974 w Nowym Sadzie w Jugosławii) – serbska strzelczyni sportowa. W barwach Jugosławii dwukrotna medalistka olimpijska z Atlanty.
Specjalizowała się w strzelaniu z karabinu. Igrzyska w 1996 były jej drugą olimpiadą (debiutowała w 1992, startowała jako sportowiec niezależny). W Atlancie triumfowała w trzech postawach i zajęła trzecie miejsce na dystansie 10 metrów. Brał również udział w IO 2000. Była medalistką mistrzostw Europy (brąz w karabinie pneumatycznym 10 m w 1996). Wcześniej odnosiła sukcesy w rywalizacji juniorskiej.